# Jean Dreyfus
Jean Dreyfus (fl. XIX secolo) è stato uno schermidore francese.
Partecipò ai Giochi della II Olimpiade di Parigi nella gara di spada individuale, dove fu eliminato in semifinale.